# Клосс, Илана
Ила́на Клосс (англ. Ilana Kloss; род. 22 марта 1956, Йоханнесбург) — южноафриканская профессиональная теннисистка, теннисный тренер и администратор.
- Победительница Открытого чемпионата Франции в смешанном парном разряде и Открытого чемпионата США в женском парном разряде (1976)
- Победительница Уимблдонского турнира и Открытого чемпионата США в одиночном разряде среди девушек
- Четырёхкратная победительница турниров Большого шлема в женском и смешанном парном разряде среди ветеранов (старше 35 лет)
- Генеральный директор (с 1991), президент и комиссар (с 2001) профессиональной лиги World TeamTennis
- Член Национального еврейского зала спортивной славы США (с 2006) и Международного еврейского спортивного зала славы (с 2010)

## Игровая карьера
Илана Клосс, ставшая самой молодой в истории первой ракеткой ЮАР, ещё до начала профессиональной карьеры выиграла Уимблдонский турнир среди девушек, а затем и Открытый чемпионат США среди девушек в одиночном разряде. Уже в 17 лет за вторую половину 1973 года, она пять раз играла в финалах профессиональных женских турниров в парном разряде и три из них (два в паре с Пат Уокден-Преториус и один в паре с Линки (Делиной) Босхофф) выиграла.
Самым удачным в игровой карьере Клосс стал 1976 год. За этот сезон она выиграла в паре с Босхофф шесть турниров, включая Открытые чемпионаты Германии, Италии и США. На US Open посеянные пятыми южноафриканки обыграли в четвертьфинале первую пару турнира Билли Джин Кинг—Бетти Стове, а в финале посеянных третьими Вирджинию Уэйд и Ольгу Морозову. На двух других турнирах Большого шлема — Открытом чемпионате Франции и Уимблдонском турнире — Босхофф и Клосс дошли до полуфиналов. Помимо этого, они встретились в финале Открытого чемпионата Франции в смешанном парном разряде, где Клосс, выступавшая с австралийцем Кимом Уориком, взяла верх над своей постоянной партнёршей. Ряд источников сообщает о том, что по итогам сезона Клосс стала первой ракеткой мира в парном разряде, однако следует учитывать, что этот ранг мог быть лишь неофициальным — рейтинг WTA для этого года подсчитан только для одиночного разряда.
Успешно сложился для Клосс и Босхофф и следующий, 1977 год. За сезон они выиграли пять турниров и ещё на одном проиграли в финале, добавив к своим титулам второе звание победительниц Открытого чемпионата Германии и победу на Открытом чемпионате Канады. Они также во второй раз после победы в 1973 году стали победительницами Открытого чемпионата ЮАР.
С 1972 по 1977 год Клосс выступала в составе сборной ЮАР в Кубке Федерации, выиграв за это время три встречи в одиночном разряде (при двух поражениях) и девять — в парном (при пяти поражениях). В паре с Босхофф она победила в восьми играх, уступив лишь в одной, что до настоящего времени является рекордом сборной ЮАР для пар.
После 1977 года Клосс сменила ряд партнёров и завоевала ещё пять титулов, в том числе успев выиграть в 1980 году три турнира со стоявшими у истоков женского профессионального тенниса Билли Джин Кинг и Розмари Касальс. Свой последний финал в профессиональном турнире Клосс провела в 1982 году также в паре с Кинг, которой к этому моменту было уже 38 лет. Позже, в начале 90-х годов, уже сама Клосс, которой исполнилось к этому времени 35 лет, выступала в соревнованиях ветеранов в этой возрастной категории на турнирах Большого шлема и завоевала четыре титула в парах — в женском и смешанном парном разряде на Открытом чемпионате США 1999 года и дважды (в 2001 и 2003 годах) в женском парном разряде на Уимблдоне.
В 2006 году имя Иланы Клосс было внесено в списки Национального еврейского зала спортивной славы США, а в 2010 году в списки Международного еврейского спортивного зала славы.

## Участие в финалах турниров Большого шлема за карьеру (2)

### Женский парный разряд (1)
| Результат | Год  | Турнир                 | Покрытие | Партнёр       | Соперники в финале            | Счёт в финале |
| --------- | ---- | ---------------------- | -------- | ------------- | ----------------------------- | ------------- |
| Победа    | 1976 | Открытый чемпионат США | Грунт    | Линки Босхофф | Ольга Морозова Вирджиния Уэйд | 6-1, 6-4      |

### Смешанный парный разряд (1)
| Результат | Год  | Турнир                     | Покрытие | Партнёр   | Соперники в финале            | Счёт в финале |
| --------- | ---- | -------------------------- | -------- | --------- | ----------------------------- | ------------- |
| Победа    | 1976 | Открытый чемпионат Франции | Грунт    | Ким Уорик | Линки Босхофф Колин Даудсвелл | 5-7, 7-6, 6-2 |

## Титулы в парном разряде за карьеру
|     | Дата        | Турнир                                          | Покрытие | Партнёр              | Соперники в финале                   | Счёт в финале |
| --- | ----------- | ----------------------------------------------- | -------- | -------------------- | ------------------------------------ | ------------- |
| 1.  | 16 июл 1973 | Кливленд, США                                   |          | Пат Уокден-Преториус | Дженис Меткалф Лори Тенни            | 1-6, 7-6, 6-1 |
| 2.  | 6 авг 1973  | Цинциннати, США                                 | Хард     | Пат Уокден-Преториус | Ивонн Гулагонг Джанет Янг            | 7-6, 3-6, 6-2 |
| 3.  | 20 ноя 1973 | Йоханнесбург, ЮАР                               |          | Линки Босхофф        | Вирджиния Уэйд Крис Эверт            | 7-6, 2-6, 6-1 |
| 4.  | 26 апр 1976 | Family Circle Cup, Амелия-Айленд, США           | Грунт    | Линки Босхофф        | Валери Зигенфасс Кэти Кайкендолл     | 6-3, 6-2      |
| 5.  | 10 мая 1976 | Борнмут, Великобритания                         | Хард     | Линки Босхофф        | Сью Маппин Лесли Чарльз              | 6-3, 6-2      |
| 6.  | 17 мая 1976 | Открытый чемпионат Германии, Гамбург            | Грунт    | Линки Босхофф        | Лора Дюпон Венди Тёрнбулл            | 4-6, 7-5, 6-1 |
| 7.  | 23 мая 1976 | Открытый чемпионат Италии, Рим                  | Грунт    | Линки Босхофф        | Вирджиния Рузичи Мариана Симьонеску  | 6-1, 6-2      |
| 8.  | 9 авг 1976  | Чемпионат США на грунтовых кортах, Индианаполис | Грунт    | Линки Босхофф        | Лора Дюпон Венди Тёрнбулл            | 6-2, 6-3      |
| 9.  | 1 сен 1976  | Открытый чемпионат США, Нью-Йорк                | Грунт    | Линки Босхофф        | Ольга Морозова Вирджиния Уэйд        | 6-1, 6-4      |
| 10. | 9 мая 1977  | Открытый чемпионат Германии (2)                 | Грунт    | Линки Босхофф        | Регина Маршикова Рената Томанова     | 2-6, 6-4, 7-5 |
| 11. | 8 авг 1977  | Чемпионат США на грунтовых кортах (2)           | Грунт    | Линки Босхофф        | Мэри Карилло Венди Овертон           | 5-7, 7-5, 6-3 |
| 12. | 15 авг 1977 | Открытый чемпионат Канады, Торонто              | Хард     | Линки Босхофф        | Ивонн Гулагонг-Коули Розмари Касальс | 6-2, 6-3      |
| 13. | 26 сен 1977 | Палм-Харбор, Флорида, США                       |          | Линки Босхофф        | Бриджетт Кёйперс Мариса Крюгер       | 6-7, 6-2, 6-2 |
| 14. | 28 ноя 1977 | Йоханнесбург (2)                                |          | Линки Босхофф        | Бриджетт Кёйперс Мариса Крюгер       | 5-7, 6-3, 6-3 |
| 15. | 21 авг 1978 | Мауа, Нью-Джерси, США                           | Хард     | Мариса Крюгер        | Барбара Поттер Пэм Уиткросс          | 6-3, 6-1      |
| 16. | 11 сен 1978 | Сан-Антонио, США                                |          | Мариса Крюгер        | Лора Дюпон Франсуаза Дюрр            | 6-1, 6-4      |
| 17. | 18 фев 1980 | Детройт, США                                    | Ковёр    | Билли-Джин Кинг      | Кэти Джордан Энн Смит                | 3-6, 6-3, 6-2 |
| 18. | 25 фев 1980 | Хьюстон, Техас, США                             | Ковёр    | Билли-Джин Кинг      | Бетти Стове Венди Тёрнбулл           | 3-6, 6-1, 6-4 |
| 19. | 15 апр 1980 | Murjani WTA Championships, Амелия-Айленд, США   | Грунт    | Розмари Касальс      | Кэти Джордан Пэм Шрайвер             | 7-6, 7-6      |

## Деятельность в рамках World TeamTennis
Сотрудничество Иланы Клосс с Билли-Джин Кинг продолжалось не только в индивидуальных профессиональных турнирах. Уже в 1974 году Клосс выступала в организованной Кинг профессиональной командной лиге World Team Tennis (WTT), куда вновь вернулась в начале 80-х годов. За следующее десятилетие она отыграла в трёх разных командах лиги, а ещё одну — «Чикаго Файр» — довела до чемпионского звания в качестве тренера.
С 1985 года Клосс занимала в руководстве WTT должность представителя игроков. В 1987 году она стала вице-президентом лиги, а в 1991 году сменила Кинг на посту исполнительного директора WTT. Ещё через десять лет она стала первым человеком в иерархии WTT, заняв должность президента и комиссара лиги. Она также занимает пост председателя совета директоров Фонда женского спорта (с 2006 года) и входит в комитет по профессиональным турам Ассоциации тенниса Соединённых Штатов (USTA).

## Личная жизнь после окончания игровой карьеры
В 1980-е годы Клосс стала не только деловым партнёром Кинг, но и её любовницей. Билли-Джин разрывалась между Иланой и своим мужем, которого по-прежнему любила. Её предыдущая гомосексуальная связь стоила ей полтора миллиона долларов после расторжения рекламных контрактов со спонсорами, и она долгое время скрывала свои отношения с Клосс. Её просьбы о разводе муж отвергал.
Наконец в 1987 году Клосс, пригрозив разорвать отношения с Кинг, заставила ту всё-таки подать на развод. Позже, в 2007 году, Кинг рассказывала, что помощь терапевтов позволила ей в возрасте 51 года избавиться от чувства вины за свою гомосексуальность и примириться с ней. Кинг и Клосс живут вместе уже больше 20 лет.